# Hamlet (groupe)
Pour les articles homonymes, voir Hamlet (homonymie).
Hamlet est groupe espagnol de heavy metal, originaire de Madrid. Le nom du groupe s'inspire de la pièce Hamlet de William Shakespeare. Bien que formé en 1987, le groupe ne devient réellement actif qu'à partir de 1993. Le groupe compte un total de dix albums studio, et évolue largement au fil du temps, inspiré par des groupes comme Pantera, Sepultura et Slayer,.

## Biographie

### Débuts (1987–1995)
Le groupe est formé en en 1987 à Madrid, en Espagne, par José Molinero (à cette période le surnom de J. Molly) et Luis Tárraga. À leurs débuts, ils tentent de chanter en anglais, mais finiront par adopter leur langue natale, l'espagnol. Leur style musical initial tourne autour du hard rock des années 1980, et est présent dans leur démo homonyme, Hamlet, et leur premier album studio Peligroso, qui tourne plus vers le heavy metal. Le groupe évolue ensuite pour son prochain album, Sanatorio de muñecos, qui s'oriente vers le metal alternatif,
En 1994, le groupe signe avec le label discographique Romilar-D et voyage jusqu'aux Morrisound Studios, en Floride, pour enregistrer leur deuxième album, Sanatorio de muñecos, produit par Tom Morris. Le groupe connait un changement dans son style, qui évolue définitivement vers le metal alternatif. À cette période, le style du groupe est qualifié de nu metal, en raison de ses riffs inspirés et une section rythmique et lourde, bien qu'il s'agisse d'un mélange de rap metal, de metal alternatif et de punk hardcore, accompagné d'éléments funk et de chants gutturaux,. Les paroles ont pour thème la conscience sociale et politique. Sur cet album, le groupe fait participer le batteur Paco Sánchez. La cinquième chanson sur l'album, intitulée Qué Voy a Hacer, fait partie de la bande originale du film espagnol Historias del Kronen.

### Revolución 12.111(1996–1997)
Deux ans après la sortie de Sanatorio de Muñecos, le groupe publie son troisième album studio, Revolución 12.111, distribué par leur nouveau label Zero Records, lancé par Juan Hermida exclusivement pour l'album, qui a travaillé avec le groupe sur leurs deux précédents opus. Sur cet album, la presse spécialisée qualifie à tort Hamlet de thrash metal dans la veine de groupes comme Pantera,, Slayer ou Sepultura ; l'album est aussi considéré nu metal.
Toujours en 1996, ils publient leur premier EP live intitulé Irracional - En directo, qui comprend cinq chansons issues des albums Sanatorio de muñecos et Revolución 12.111. Après la sortie de Revolución 12.111, le groupe participe à des festivals espagnols comme le Festimad, Dr. Music, et l'Espárrago Rock. Ils jouent également avec des groupes comme Fear Factory au Portugal, Clawfinger en Suisse, Control Machete au Mexique, et en ouverture pour Rage Against the Machine à Grenade, Espagne,.

### InsomnioetHamlet(1998–2002)
Plus tard, en 1998, sort leur quatrième album studio, Insomnio. Sur l'album, le groupe joue un style clairement orienté nu metal (toujours accompagné d'éléments de rap metal et punk hardcore). Il est produit par Colin Richardson, qui a travaillé avec des groupes comme Sepultura, Slipknot et Machine Head et continuera avec Hamlet pour leurs prochains opus. Les enregistrements s'effectuent au Royaume-Uni. Ici, le groupe décide de laisser de côté le thème socialement engagé et de se consacrer à des thèmes plus personnels. À cette période, le label Roadrunner Records propose au groupe de chanter quelques démos en anglais, ce qu'il refuse.
En 2000, le groupe publie l'album El inferno, dont les thèmes sont plus personnels et moins socialement engagés. Le groupe en extrait également un EP intitulé Denuncio a Dios. Deux ans plus tard, en 2002, Hamlet quitte Zero Records et publie au label Locomotive Music un album homonyme considéré par la presse spécialisée comme leur « album noir ». Il se caractérise par un son plus agressif, tiré vers le groove metal. Il comprend le deuxième single du groupe, intitulé Limítate, un duo de rap avec Duo Kie intitulé Mal Camino, et Out in the Cold qui est une reprise de Judas Priest

### SyberiaetPura vida(2003–2007)
En 2003, le groupe publie son premier album live, et le dernier album qui fait participer Augusto Hérnandez à la basse, qui quittera le groupe en 2004, et formera en 2006 son propre groupe de rock, Piel y Hueso, au sein duquel il est guitariste et chanteur.
En 2005, Hamlet un nouvel album, intitulé Syberia. Le groupe évolue vers un tempo plus lent que dans les albums précédents, et un son plus mélodique (en particulier dans le chant) et plus émotionnel, accompagné d'une atmosphère sombre,. Ces changements rebutent leurs anciens fans, mais attire l'intérêt d'un public plus jeune. Sur cet album, le groupe décide de se séparer du producteur Colin Richardson, et de s'associer avec Alberto Seara. Les chansons Imaginé, Para toda una vida et Serenarme en la desolación possèdent leurs propres clips, le premier étant inspiré de la chanson Minerva de Deftones.
En 2006, Hamlet publie l'album Pura vida, de nouveau produit par Colin Richarson. La couverture de l'album sera remplacé par une autre, car le titre était similaire à celui d'un groupe originaire de Chicago,.

### La puta y el diablo(2008–2010)
Entre mars et avril 2008, le groupe effectue une tournée espagnole pour célébrer la quinzième année de la sortie de leur premier album, Sanatorio de muñecos. Ils annoncent ensuite leur signature au label Roadrunner Records. La tournée comme le 1er mars à Saragosse.
Lors du festival Viñarock, en fin avril, Pedro Sánchez, guitariste du groupe, annonce son départ. Pour le remplacer, le groupe hésite entre Javi de Soziedad Alkoholika (S.A.), Bernardini et Jorge de Skizoo et Sôber, Chifli de Habeas Corpus et Igor de Kalte, pendant le festival. Finalement, Pedro Sánchez est remplacé par Alberto Martín, de Kaothic et Skunk D.F., pendant la tournée,.
Avec cette nouvelle formation, le groupe publie un nouvel album, La puta y el diablo le 6 avril 2009,. Sur l'album, le groupe offre un style musical bien distinct, caractérisé par une meilleure technicité, des voix plus agressives, et des morceaux de batterie plus rapides, accompagné de thèmes traitant de l'agonie et la souffrance. Certaines chansons traitent de la dépression et comprennent des éléments de post-hardcore. Luis Tárraga joue de la guitare sur la chanson En el nombre de Dios. La chanson No habrá final est presque totalement instrumentale. Sur l'album, Hamlet retrouve un son similaire à celui d'anciens opus comme Sanatorio de muñecos ou Revolución 12.111, et l'intensité et la profondeur d'El Inferno. Il atteint la 33e place des classements espagnols. Le titre de l'album est une idée de Luis Tárraga qui s'inspirera d'un comics de Frank Miller qui use de la puta del diablo, une expression sud-américaine et américaine qui désigne les bonne-sœurs. En soutien à l'album, le groupe tourne aux États-Unis et en Europe dans de sfestivals comme l'Extremúsika à Mérida le 17 avril, l'Euskal Strong Festival le 25 avril à Durango (Biscaye) et le Viña Rock le 1er mai à Villarrobledo, Albacete.

### Amnesia(2011–2013)
En 2011, le groupe annonce sur Twitter et Facebook, la sortie d'un nouvel album intitulé Amnesia en début d'année. La production est effectuée par Carlos Santos (Ictus, Another Kind of Death), avec Fredrik Nordström, guitariste de Dream Evil et producteur de groupes comme In Flames, Dimmu Borgir, Soilwork, Opeth et Arch Enemy, aux studios Fredman en Suède.

### La ira(depuis 2014)

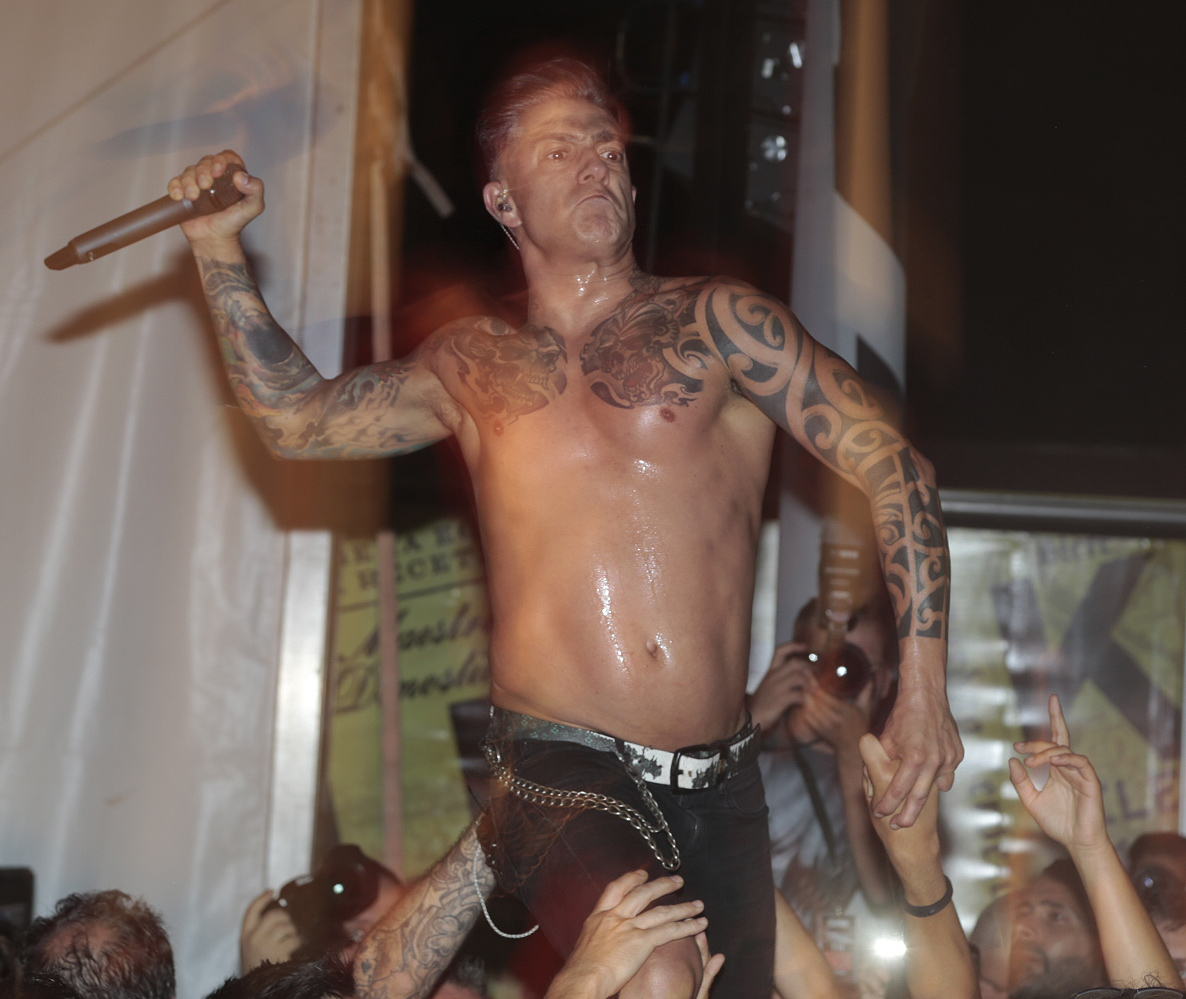
J. Molly au Kanekas Metal Fest en 2016.

Par le biais d'un crowdfunding en 2014, un DVD intitulé Vivo en él est publié, et comprend les concerts de Joy Eslava (Amnesia Tour, le 2 mars 2012) et Sala Rockitchen (Insomnio Tour, le 12 avril 2013), à Madrid.

## Membres

### Membres actuels
- J. Molly - chant (depuis 1987)
- Luis Tárraga - guitare (depuis 1987)
- Paco Sánchez - batterie (depuis 1993)
- Álvaro Tenorio - basse (depuis 2004)
- Ken HC - guitare (depuis 2014)

### Anciens membres
- Javier Gómez - basse (1987-1991)
- Javier Rocaverti - batterie (1987-1991)
- Pablo Gianni - batterie (1991-1993)
- Augusto Hernández - basse (1991-2004)
- Pedro Sánchez - guitare (1992-2008)
- Alberto Marín - guitare (2008-2014)

## Discographie

### Albums studio
- 1992 : Peligroso
- 1994 : Sanatorio de muñecos (réédité en 2014 par Irracional Records)
- 1996 : Revolución 12.111
- 1998 : Insomnio
- 2000 : El Inferno
- 2002 : Hamlet
- 2005 : Syberia
- 2006 : Pura vida
- 2009 : La puta y el diablo
- 2011 : Amnesia
- 2015 : La ira

### Albums live
- 2003 : Directo
- 2014 : Vivo en él

### EP
- 1991 : Hamlet
- 1996 : Irracional - En directo

### Inédits
- Life Goes On

### Albums tribute
- Metal Gods - Tributo a Judas Priest

## Vídéographie
- 1996 : J.F. (clip)
- 1998 : Antes y después (clip)
- 2002 : Limítate (clip)
- 2003 : Directo (clip)
- 2005 : Imaginé (clip)
- 2005 : Para toda una vida (clip)
- 2006 : Serenarme (en la desolación) (clip)
- 2006 : En Mi Nombre (clip)
- 2010 : Siete historias diferentes (clip)
- 2011 : Un mundo en pausa (clip)
- 2014 : Vivo en él (DVD+CD)
- 2014 : Un Mundo en Pausa (En directo)
- 2015 : Mi religión